# قطعنامه ۳۱۶ شورای امنیت
قطعنامه ۳۱۶ شورای امنیت سازمان ملل متحد که در تاریخ ۲۶ ژوئن ۱۹۷۲ تصویب شد، سندی بین‌المللی دربارهٔ وضعیت خاورمیانه است. این قطعنامه طی نشست ۱٬۶۵۰ام
با ۱۳ موافق،۰ مخالف و۲ ممتنع تصویب شد.